# Josef Antonín Brousil
Josef Antonín Brousil (7. srpna 1871 Smíchov – 27. září 1892 Smíchov) byl český malíř, krajinář, žák Julia Mařáka na pražské malířské Akademii.

## Život
Josef Antonín Brousil se narodil 7. srpna 1871 na Smíchově do rodiny zedníka Josefa Brousila. Po absolvování základního vzdělání nastoupil dle Prokopa Tomana mladý Brousil ke studiu na Uměleckoprůmyslovou školu v Praze. Toto studium však není potvrzeno v seznamu posluchačů Uměleckoprůmyslové školy. Od roku 1888 studoval pražskou malířskou Akademii. Nejdříve krátce u profesora Maxmiliána Pirnera, u kterého získal v r. 1889 školní cenu (25 až 50 zlatých). Následně pak ve školních letech 1988/89 až 1991/92 (4 roky) pokračoval ve studiu u prof. Julia Mařáka. Již v červenci 1889 se poprvé účastní na školní výstavě pražské Akademie v Rudolfinu. 
Na Jubilejní zemské výstavě v Praze v roce 1891 se prezentuje obrazy Pod mrakem a Motiv od Benešova. 
Žil ve stálém nedostatku a zemřel na tuberkulózu 27. září 1892 na Smíchově. Pohřben byl na hřbitově Malvazinky na Smíchově. Národní listy (1. 10. 1892) v nekrologu uvádí: "Zesnulý byl několikaletým žákem prof. Mařáka a pilností a uměleckou svou vyspělostí, zejména co se týče koloritu, získal si při školských výstavách v Rudolfínu uznání širší veřejnosti."

## Galerie

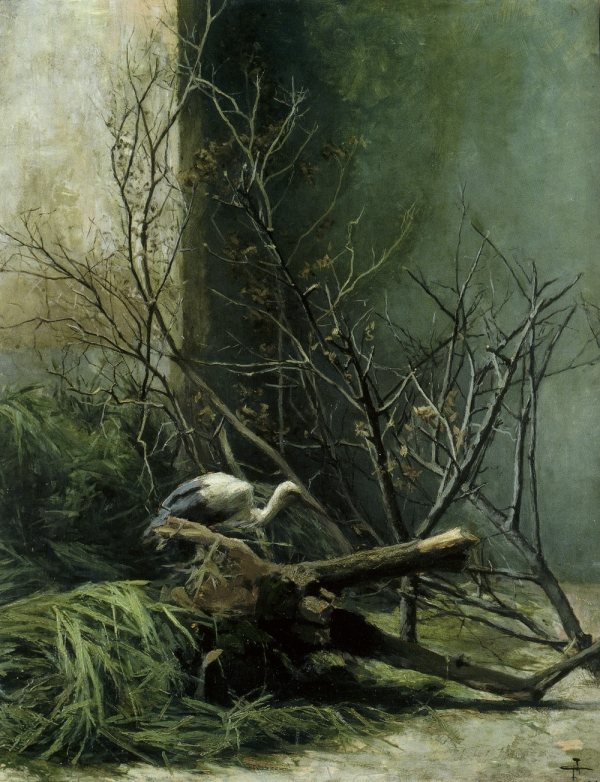
Josef Antonín Brousil Čáp ve větvích (1891)
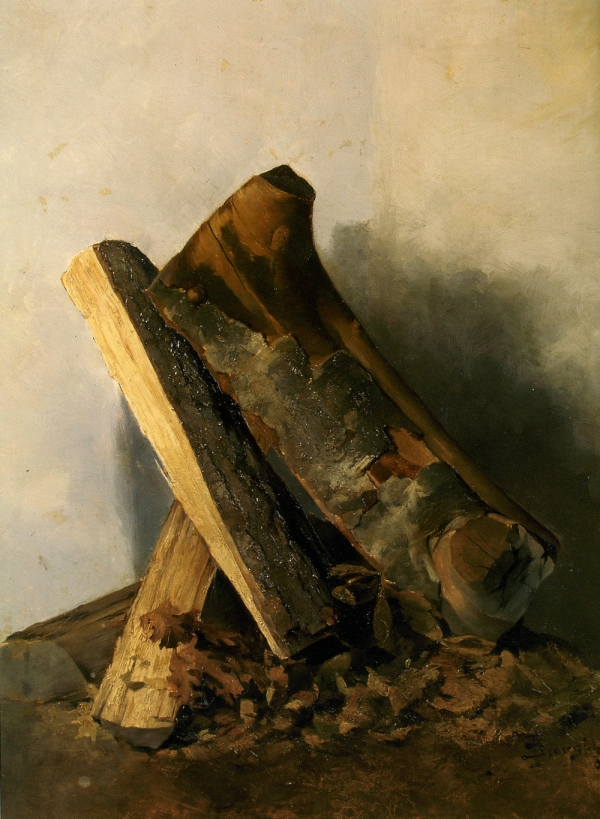
Josef Antonín Brousil Zátiší v atelieru
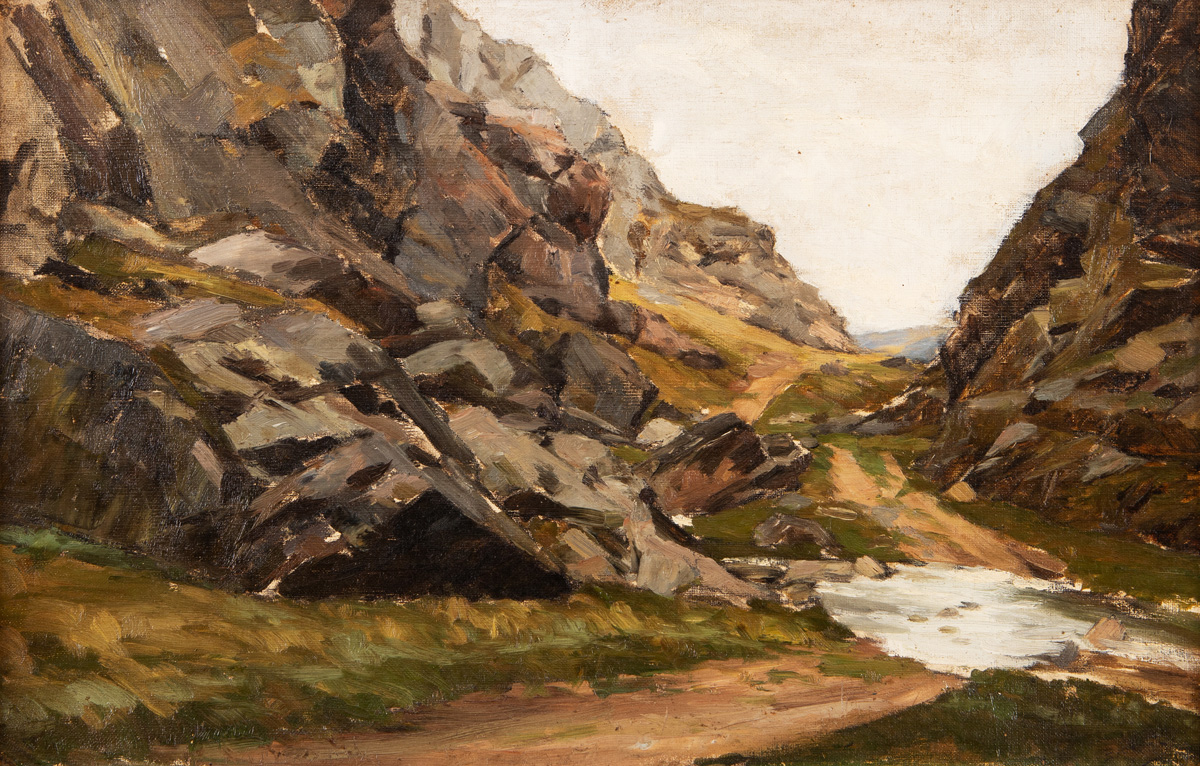
Josef Antonín Brousil Horská bystřina
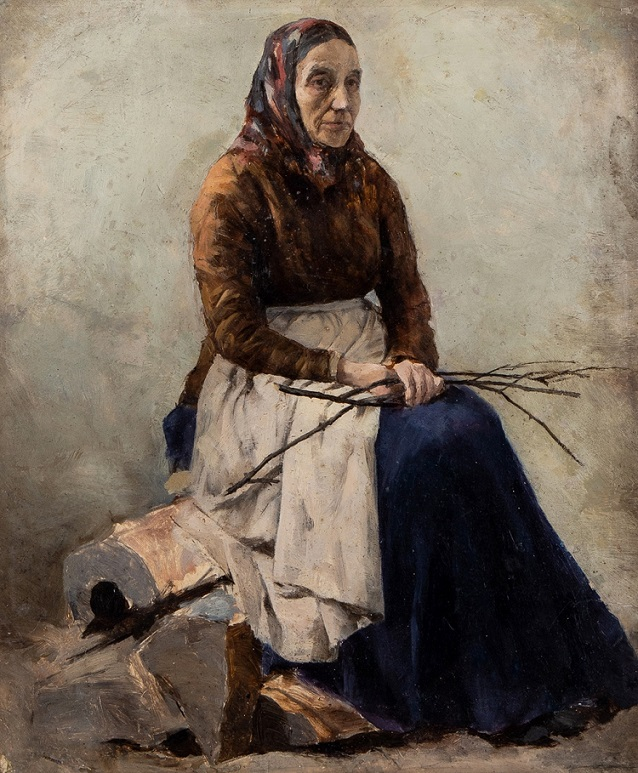
Josef Antonín Brousil Stará žena
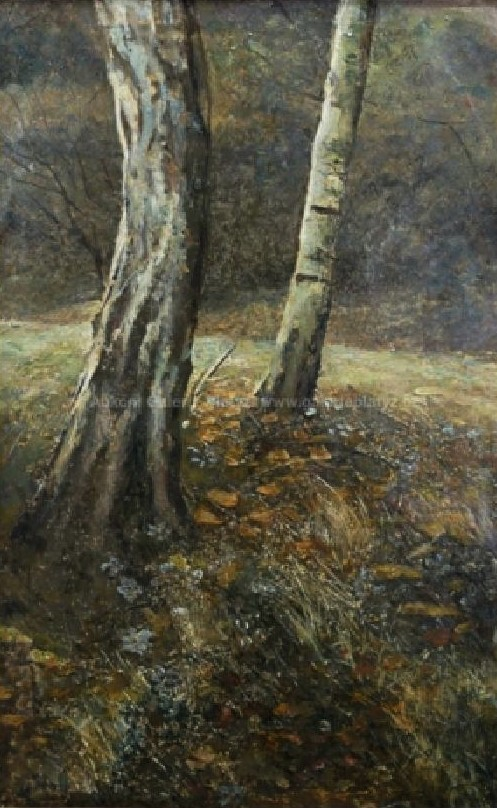
Josef Antonín Brousil Podzimní nálada